# Diastylis samurai
Diastylis samurai är en kräftdjursart som beskrevs av John Todd Zimmer 1943. Diastylis samurai ingår i släktet Diastylis och familjen Diastylidae. Inga underarter finns listade i Catalogue of Life.